# Стасевич, Александр Аркадьевич
Алекса́ндр Арка́дьевич Стасе́вич (род. 14 октября 1953, Нижнеудинск, Иркутская область) — советский легкоатлет, специалист по бегу на короткие дистанции. Выступал за сборную СССР по лёгкой атлетике в конце 1970-х годов, победитель первенств всесоюзного и республиканского значения, участник летних Олимпийских игр в Москве. Мастер спорта СССР международного класса. Тренер по лёгкой атлетике и спортивный функционер.

## Биография
Александр Стасевич родился 14 октября 1953 года в городе Нижнеудинске Иркутской области.
Заниматься лёгкой атлетикой начал в 1971 году во время учёбы в Иркутском авиационном техникуме, на протяжении всей карьеры проходил подготовку в Иркутске под руководством заслуженного тренера СССР Виктора Иннокентьевича Седых.
Впервые заявил о себе на всесоюзном уровне в сезоне 1978 года, когда на чемпионате СССР в Тбилиси вместе с командой РСФСР стал серебряным призёром в эстафете 4 × 200 метров, уступив только команде Украинской ССР.
В 1979 году на чемпионате страны в рамках VII летней Спартакиады народов СССР в Москве выиграл серебряную медаль в индивидуальном беге на 200 метров и одержал победу в эстафете 4 × 200 метров. В эстафете совместно с Михаилом Кравцовым, Иваном Бабенко и Сергеем Владимирцевым установил новый рекорд СССР — 1.22,5, но в общем зачёте Спартакиады проиграл команде США.
В июле 1980 года с личным рекордом 20,65 выиграл бег на 200 метров на Мемориале братьев Знаменских в Москве. Благодаря череде удачных выступлений удостоился права защищать честь страны на летних Олимпийских играх в Москве, но незадолго до начала соревнований внезапно почувствовал себя плохо: «Я как будто начал падать с большой высоты. Сам ничего не мог понять и не мог ничего поделать. Была какая-то непонятная усталость — всё, набегался… Даже есть не мог нормально. Результаты один хуже другого…». В итоге на предварительном квалификационном этапе дисциплины 200 метров сошёл с дистанции из-за травмы, пробежав около 40 метров, и не показал никакого результата.
За выдающиеся спортивные достижения удостоен почётного звания «Мастер спорта СССР международного класса».
После завершения спортивной карьеры работал заместителем начальника отдела физической культуры и спорта Иркутского областного совета профсоюзов, затем тренировал начинающих легкоатлетов в Детско-юношеской спортивной школе «Лань». В 2001 году занял должность заместителя директора областной комплексной детско-юношеской спортивной школы «Спарта», с 2006 года — директор этой школы.
В 2013 году участвовал в эстафете олимпийского огня зимних Олимпийских игр в Сочи.
В 2016 году награждён почётным знаком «Заслуженный работник физической культуры и спорта Иркутской области».